# Toronto Roadrunners
I Toronto Roadrunners sono stati una squadra di hockey su ghiaccio dell'American Hockey League con sede nella città di Toronto, nella provincia dell'Ontario. Disputarono presso il Ricoh Coliseum solo la stagione 2003-2004, e furono affiliati alla franchigia degli Edmonton Oilers.

## Storia
L'imprenditore Lyle Abrhams portò a Toronto per la prima volta una franchigia della AHL, favorita nel 2002 dalla scissione dagli Hamilton Bulldogs. Tuttavia la squadra non ebbe successo, e dopo una sola stagione fu costretta a trasferirsi ad Edmonton, in Alberta, dove assunse il nome di Edmonton Road Runners. Anche ad Edmonton la squadra ebbe vita per una sola stagione, annata nella quale gli Oilers non poterono giocare a causa del lockout. Abrhams, detentore dei diritti sul nome e sul logo della franchigia decise di trasferire il marchio dei Roadrunners facendoli rinascere a Phoenix con la denominazione di Phoenix RoadRunners, formazione della ECHL. nella città di Toronto il vuoto dei Roadrunners fu colmato nel 2005 dai Toronto Marlies.

### Affiliazioni
Nel corso della loro storia i Toronto Roadrunners sono stati affiliati alle seguenti franchigie della National Hockey League:
- Edmonton Oilers: (2003-2004)

## Record stagione per stagione
| Stagione            | Division | Gare | V  | S  | P | OTL | Punti | GF  | GS  | Piazzamento | Play-off                       |
| ------------------- | -------- | ---- | -- | -- | - | --- | ----- | --- | --- | ----------- | ------------------------------ |
| Toronto Roadrunners |          |      |    |    |   |     |       |     |     |             |                                |
| 2003-04             | North    | 80   | 35 | 34 | 8 | 3   | 81    | 219 | 224 | 5°          | perde 1º turno (Cleveland) 1-2 |

## Record della franchigia

### Carriera
Gol: 25  Jamie Wright
Assist: 30  Jamie Wright
Punti: 55  Jamie Wright
Minuti di penalità: 196  Rocky Thompson
Vittorie: 14  Stephen Valiquette
Media gol subiti: 2.52  Mike Morrison
Shutout: 3  Mike Morrison
Partite giocate: 78  Jamie Wright